# Kora nadąsana

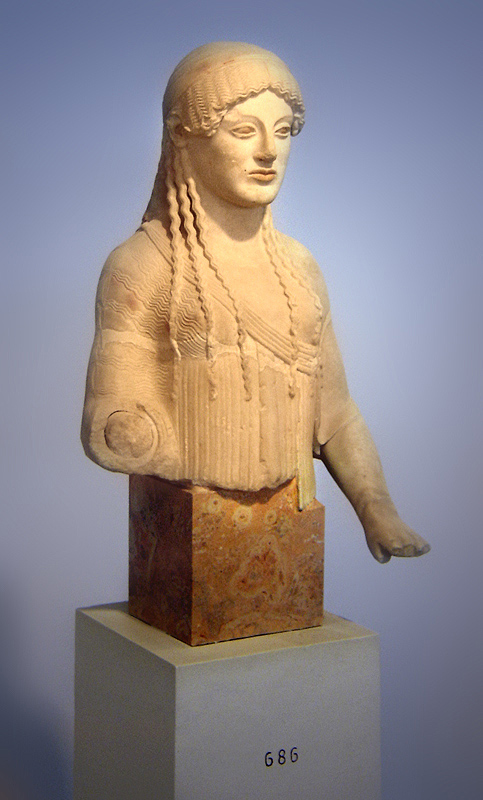
Eutydikos, Kora nadąsana, Muzeum Akropolu w Atenach

Kora nadąsana (lub Kora Eutydikosa) – grecka marmurowa rzeźba antyczna z okresu archaicznego z ok. 490 r. p.n.e. Z podpisu na bazie posągu wiemy, że fundatorem był niejaki Eutydikos.
Dzieło zerwało z wieloma tradycyjnymi elementami tego typu rzeźb. Po pierwsze, na twarzy kory brakuje archaicznego uśmiechu. Stąd też wzięła się popularna nazwa zabytku. Po drugie, rysy twarzy nie mają już cech stylu dedalicznego, proporcje są harmonijne, idealizowane. Kobieta ubrana jest w przezroczysty chiton.
Kora nadąsana zapowiada okres klasyczny w sztuce starożytnej Grecji.